# مندوجر
مندوجر هي بلدية تقع في مقاطعة وادي الحجارة بإسبانيا. يبلغ عدد سكان البلدية 2637 نسمة وفقًا لتعداد عام 2008 (INE).